# Set meravelles naturals de Romania
Les set meravelles naturals de Romania (en romanès: Cele Şapte Minuni Naturale ale României) són les set meravelles naturals de Romania, que van ser escollides en el concurs que porta el mateix nom i fou celebrat el juliol de 2008. Va ser la segona etapa del programa de les set meravelles de Romania iniciat el 2007. La votació va constar de dues parts: els experts en Romania van votar pels seus set millors llocs i els usuaris d’internet van votar pels seus set llocs favorits al lloc web oficial.
La votació per internet dels 16 possibles candidats es va obrir l'1 de juliol de 2008 al lloc web del programa. Un total de prop de 60.000 internautes van votar a la campanya. La votació es va tancar el 24 de juliol de 2008 i els resultats es van anunciar oficialment dos dies després el 26 de juliol. Tota la campanya va ser iniciada el 2008 pel diari Evenimentul Zilei amb l’objectiu d’ensenyar als romanesos sobre la bellesa de l'entorn natural del seu país. El mateix diari va realitzar el 2007 una campanya nacional similar per votar les Set Meravelles de Romania que eren exclusivament artificials.
Un fet interessant és la taula final de la campanya, ja que el guanyador, el Delta del Danubi, va rebre l’11,34% del total dels vots. Inicialment, només hi havia catorze meravelles naturals a la llista, comptant les naturals i les no naturals, però a demanda del públic s’hi van afegir dues més: la Cetățile Ponorului i el Barranc d’Olt.

## Nominacions
Tres dels ítems de la llista de nominacions van necessitar una nominació especial:
- Els volcans de fang Berca, els únics d’aquest tipus a Romania
- Les Portes de Ferro, una de les gorgues més grans de Romania
- El Parc Natural Vânători-Neamț.

## Guanyadors
| Lloc | Meravella                                                      | Imatge                       |
| ---- | -------------------------------------------------------------- | ---------------------------- |
| 1r   | Delta del Danubi al comtat de Tulcea                           | Delta del Danubi             |
| 2n   | Parc nacional Retezat al comtat de Hunedoara                   | Parc Nacional Retezat        |
| 3r   | Cova de Scărișoara Comtat d'Alba                               | Cova de Scărișoara           |
| 4t   | Parc nacional Cheile Nerei-Beușnița al comtat de Caraş-Severin |                              |
| 5è   | Massís de Ceahlău al comtat de Neamţ                           | Massís de Ceahlău            |
| 6è   | Muntanyes Piatra Craiului al comtat de Braşov / Argeș          | Muntanyes de Piatra Craiului |
| 7è   | Esfinx i Babele al comtat de Braşov                            |                              |